# Noblella coloma
Noblella coloma is een kikker uit de familie Strabomantidae. De soort werd voor het eerst wetenschappelijk beschreven door Juan M. Guayasamin en Andrea Terán-Valdez in 2009.
De soort leeft in Zuid-Amerika en komt endemisch voor in Ecuador op een hoogte van 1800 tot 2000 meter boven zeeniveau.